# Béguey
Béguey – miejscowość i gmina we Francji, w regionie Nowa Akwitania, w departamencie Żyronda.
Według danych na rok 1990 gminę zamieszkiwało 910 osób, a gęstość zaludnienia wynosiła 288 osób/km² (wśród 2290 gmin Akwitanii Béguey plasuje się na 464. miejscu pod względem liczby ludności, natomiast pod względem powierzchni na miejscu 1531.).